# 歳差
歳差（さいさ、英: precession）または歳差運動（さいさうんどう）とは、自転している物体の回転軸が、円をえがくように振れる現象である。歳差運動の別称として首振り運動、みそすり運動、すりこぎ運動などの表現が用いられる場合がある。

## 力学

地球ゴマの歳差運動。

まずコマのような、角運動量を持つ剛体で、回転軸が重心を通る慣性主軸であって回転が安定的な場合について説明する。
そのような物体に、回転軸をひねるような向きのトルクを与えると、自転軸が円を描くように振れる。典型的な例は回転するコマの首振り運動である。歳差運動をする物体の自転軸はすりこぎを擦るように両端が円を描いて回転する。
コマがこのような運動をするのは、ジャイロ効果による。即ち、コマの自転の角運動量ベクトルに対してコマに働く重力によるトルクが軸を倒す方向に継続的に加わる結果、自転の角運動量ベクトルが大きさを変えずに向きだけ回転するためである。これは、中心力によって等速円運動している物体が継続的に加わる中心力によって運動量ベクトルの大きさを変えずに向きだけを回転させているのと同じ関係である。
次に一般の、回転軸が慣性主軸でない場合について説明する。
この場合、自分自身の慣性のため、外力が無くても回転軸が慣性主軸のまわりを振れ回るような動きをする。これを自由歳差運動という。

## 地球の歳差運動

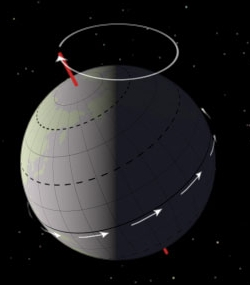
地球の歳差運動。コマが首を振るように約25800年かけて自転軸が回る。

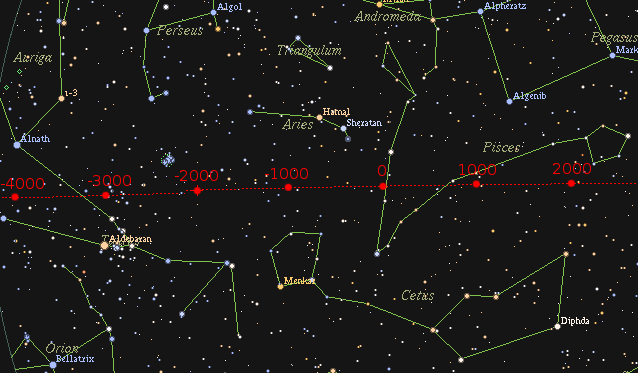
春分点の移動

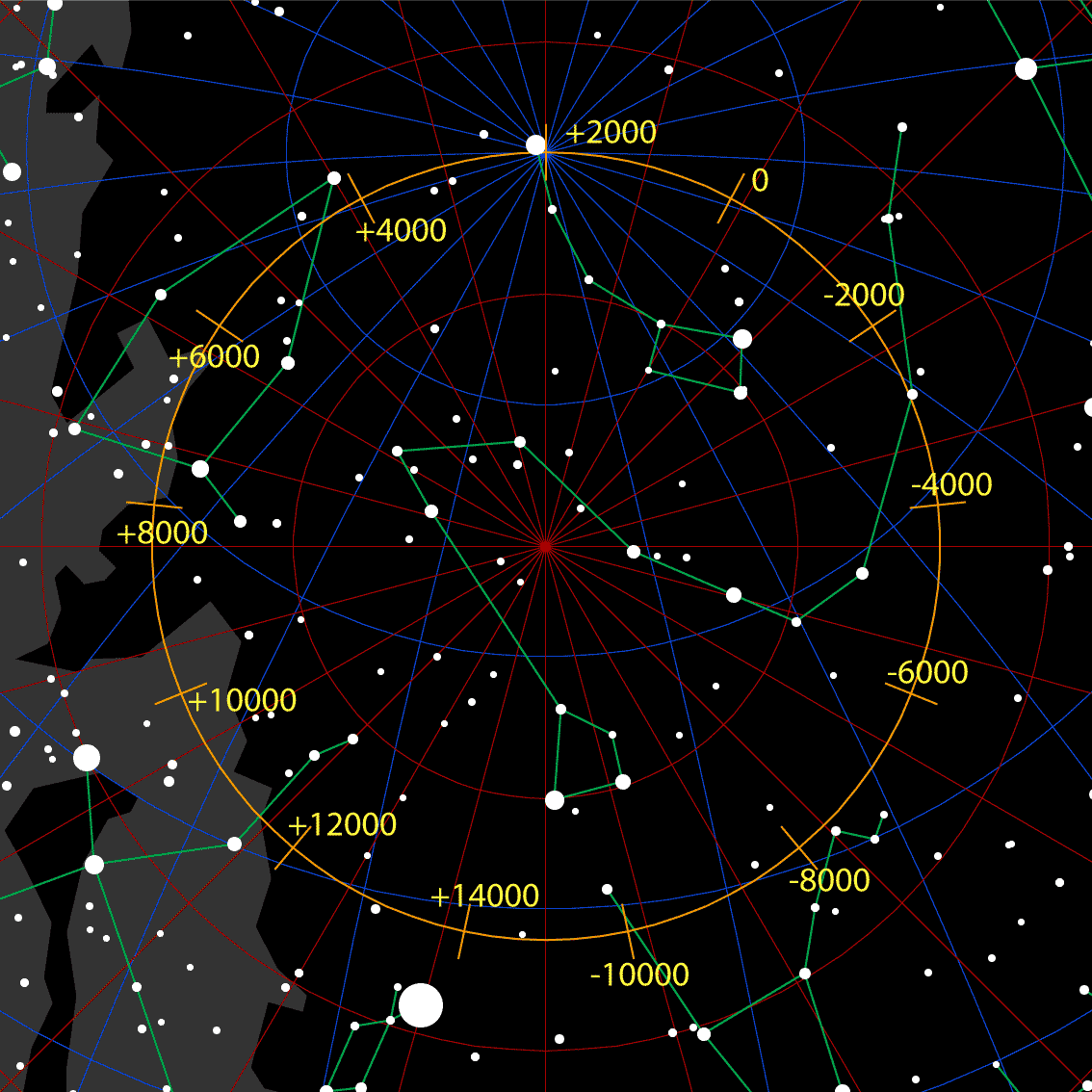
天の北極の移動

地球の自転軸も、前述のコマのすりこぎ運動のように動いている。これを地球の歳差運動という。重力のある場所におけるコマは重力の影響でそのような運動をするわけだが、もちろん地球はコマのように平面上で軸に支えられているわけではないから、単純に「コマと同じ理由で」と説明するのは誤りである。地球の場合は、その形状が赤道部分がわずかに膨らんだ回転楕円体（扁球）であるため、太陽や月の重力による潮汐力によって赤道部分の膨らみを黄道面と一致させようとする方向に受けているトルクが要因である。
歳差運動は地球の23.4度の傾きが少しずつ変わり、13000年後に反対側に傾き、季節が入れ替わる現象であり、地球の歳差運動が原因で春分点が毎年黄道上を50.3秒角、西へ移動する。約72年で角度1度（1日分）・約2150年で角度30度、移動する。黄道に対して赤道の傾きが変わり、春分点が移動する。冬至・春分・夏至・秋分は移動する。13000年後には現在の春の位置に秋分・夏の位置に冬至・秋の位置に春分・冬の位置に夏至になる。

### 天文学上の現象
地球の歳差運動により、天文学上の現象として、春分点・秋分点は黄道に沿って少しずつ西向きに移動することになり、これを歳差と呼ぶ。この歳差の周期は約25,800年（正確には25,772年）である。このため、太陽年（回帰年）は恒星年より約20分24秒短い。
地球の自転運動の歳差に起因する春分点の移動は、天文学では赤道の歳差という。これによって天の北極や赤道が動く。また地球の公転運動に対して、惑星の引力が影響を及ぼし、地球の公転軌道面つまり黄道傾斜角が変化する。これを黄道の歳差という。ただし黄道の歳差による春分点の移動への寄与はきわめて小さい。赤道の歳差と黄道の歳差を合わせたものを一般歳差と呼ぶ。J2000.0における1ユリウス世紀（3,155,760,000 秒）ごとの黄経の一般歳差の値（歳差定数）は、IAU2006歳差章動理論では5028.796195" とされる。
また、天の北極は天球上で黄道の北極を中心とする円を描く。21世紀現在の北極星はこぐま座α星（ポラリス）であり、2100年頃 天の北極に一番近くなると予測される。西暦13,000年頃には、天の北極はベガ（こと座α星）の5度以内に位置する。古代エジプトの記録によると、今から約4800年前（紀元前2800年頃）には、天の北極はりゅう座α星のあたりに位置していた。
歳差による春分点の移動を最初に発見したのは、紀元前150年頃のギリシャの天文学者ヒッパルコスである。彼は黄経180度・黄緯0度にほぼ近い位置にあるおとめ座のスピカを使い、皆既月食の時に月とスピカの角距離を測った。日食や月食は黄道と白道の交点でしか起こらないので、日食・月食時の月や太陽は必ず黄道上にいる。従ってこの時のスピカとの角距離は、そのままスピカと月または太陽との黄経の差になる。ヒッパルコスはこの黄経の差を、彼の時代より約150年前のティモカリスが作った星表と比較して黄経の値が変わっていることを発見した。彼はスピカ以外の恒星についても同様にずれていることを見つけ、このずれは恒星の運動によるものではなく黄経の基準である春分点自体が移動しているためであると結論した。また、虞喜はヒッパルコスとは独立して地球の歳差運動を発見している。

## ラーモア歳差運動
磁場中に置かれた磁気モーメントがする歳差運動は、ラーモア歳差運動と呼ばれる。